# ملودی دوست
ملودی دوست (فرانسوی: Mélodie Daoust‎؛ زادهٔ ۷ ژانویهٔ ۱۹۹۲) بازیکن هاکی روی یخ اهل کانادا است.